# Rieden (Zwitserland)
Rieden is een plaats en voormalige gemeente in het Zwitserse kanton Sankt Gallen en maakt deel uit van het district See-Gaster.

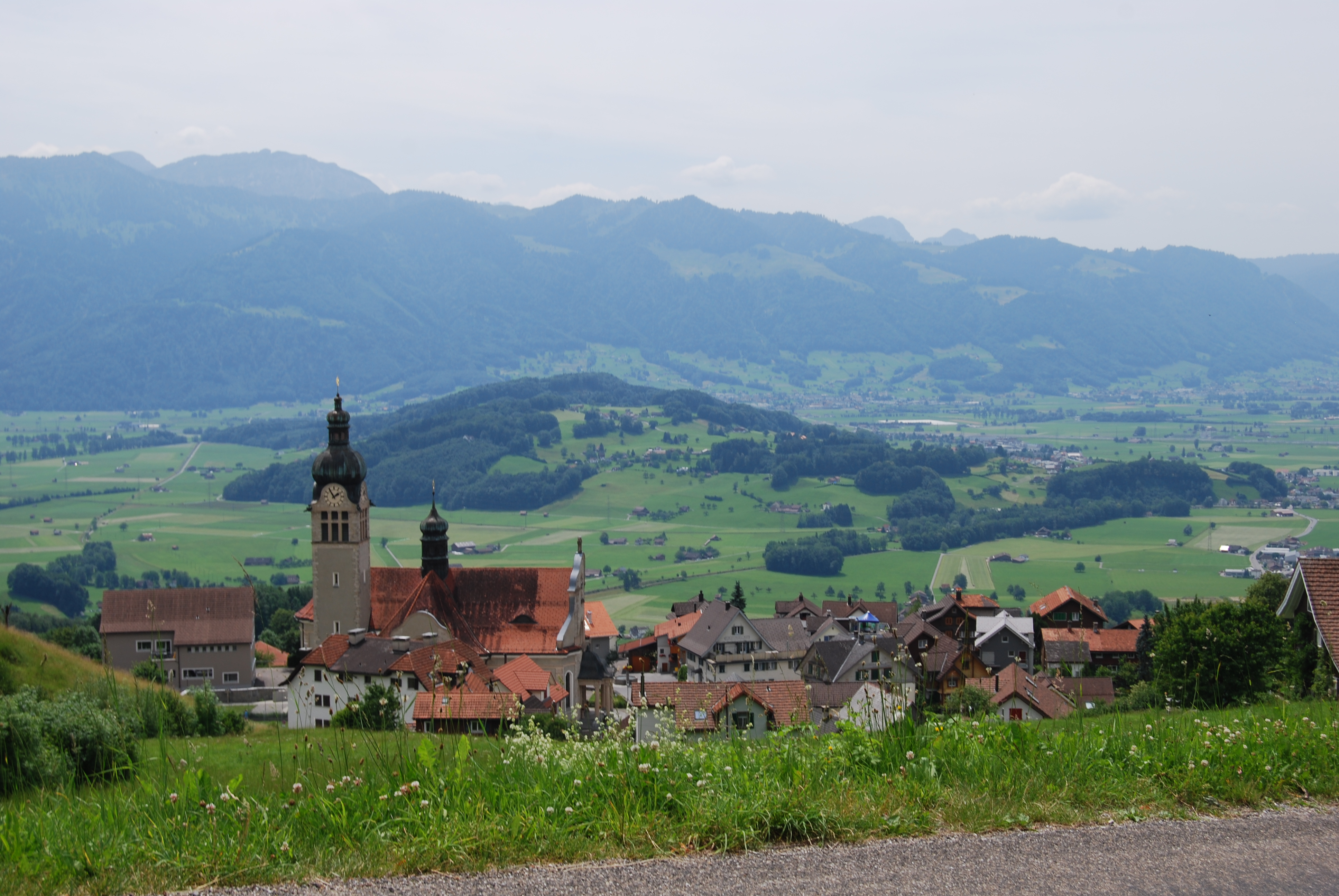
Rieden

Rieden telt 718 inwoners.

## Geschiedenis
Op 1 januari 2013 ging Rieden op in de gemeente Gommiswald.